# Lemonade (Beyoncé)
Lemonade è il sesto album in studio della cantautrice statunitense Beyoncé, pubblicato il 23 aprile 2016 dalla Parkwood e dalla Columbia.
Riconosciuto con tre candidature ai Grammy Awards 2017, tra cui all'album dell'anno, vincendo come miglior album urban contemporary, si tratta del secondo visual album della cantante, seguendo il suo album omonimo del 2013, ed è un concept album. Il progetto ha ricevuto l'elogio da parte della critica musicale internazionale, considerato tra i migliori album del 2016 e del decennio 2010, venendo inserito al 32º posto tra I 500 migliori album di tutto i tempi secondo Rolling Stone. L'album ha ottenuto candidature alle principali premiazioni, vincendo sia ai Soul Train Music Award, BET Award che ai NAACP Image Award come miglior album dell'anno.
Lemonade è risultato essere il più venduto del 2016 secondo IFPI, trainato dai singoli estratti dall'album, Formation, Sorry, Hold Up e Freedom, ispirati a tematiche legate al razzismo verso la comunità afroamericana, il femminismo e la fedeltà coniugale. Il film correlato all'album ha ottenuto il sostegno della critica, ottenendo due candidature agli Emmy Award, ottenendo un Black Reel Awards e un MTV Video Music Awards.

## Descrizione
Lemonade si prefigge l'obiettivo di smuovere nelle donne afroamericane un sentimento di auto-conoscenza e guarigione, in linea con il movimento femminista promosso dalla cantante già negli scorsi album. Lemonade è un album contemporary R&B, influenzato da un maggior numero di altri generi rispetto al precedente album Beyoncé: vi sono infatti elementi pop, blues, rock, hip hop, soul, funk, country, gospel e trap; vi sono inoltre campionamenti e interpolazioni di un certo numero di brani hip hop e rock. Include delle collaborazioni tra James Blake, Kendrick Lamar, The Weeknd e Jack White.
Il titolo dell'album è stato ispirato dalla nonna di Beyoncé, Agnez Deréon, così come la nonna di Jay-Z, suo marito,  Hattie White. Al termine del brano Freedom, è possibile ascoltare una registrazione audio di White in occasione del suo novantesimo compleanno, avvenuto nel dicembre 2015. Durante il discorso, Hattie dice «ho avuto i miei alti e bassi, ma ho sempre trovato la forza interiore per tirarmi su di morale. Mi sono stati offerti dei limoni, ma ho fatto una limonata.»

## Registrazione
Registrato tra giugno 2014 e luglio 2015, l'album è stato scritto in più fasi, con l'idea principale che canzone corrispondesse ad un frammento degli undici capitoli che si possono vedere nel film Lemonade. Beyoncé ha coinvolto numerosi produttori e autori, tra cui Diplo, Ezra Koenig, Jack White, Mike Will Made It, Just Blaze e MeLo-X. Quest'ultimo ha raccontanto il processo di produzione e scrittura con Beyoncé, dichiarando:
(MeLo-X)
Il processo è iniziato al Record Plant di Los Angeles per un mese, poi si sono presi una pausa e successivamente il team si è trasferito a Parigi, in Francia, per 45 giorni.  Il team ha alloggiato in un hotel e ha allestito due studi in due camere d'albergo diverse, uno per Beyoncé e uno per il marito Jay-Z. Il rapper ha raccontato come lui e la moglie abbiano registrato musica sia separatamente che insieme, descrivendola come «l'uso della nostra arte quasi come una sessione di terapia» dopo la crisi coniugale che ha attraversato la coppia. La musica che Beyoncé ha registrato separatamente è stata inserita nel suo progetto solista Lemonade ed è stata pubblicata per prima. L'album è stato seguito dal progetto del marito 4:44 (2017) e infine dall'album collaborativo dei coniugi Everything Is Love (2018), rilasciato sotto il nominativo The Carters.

## Promozione

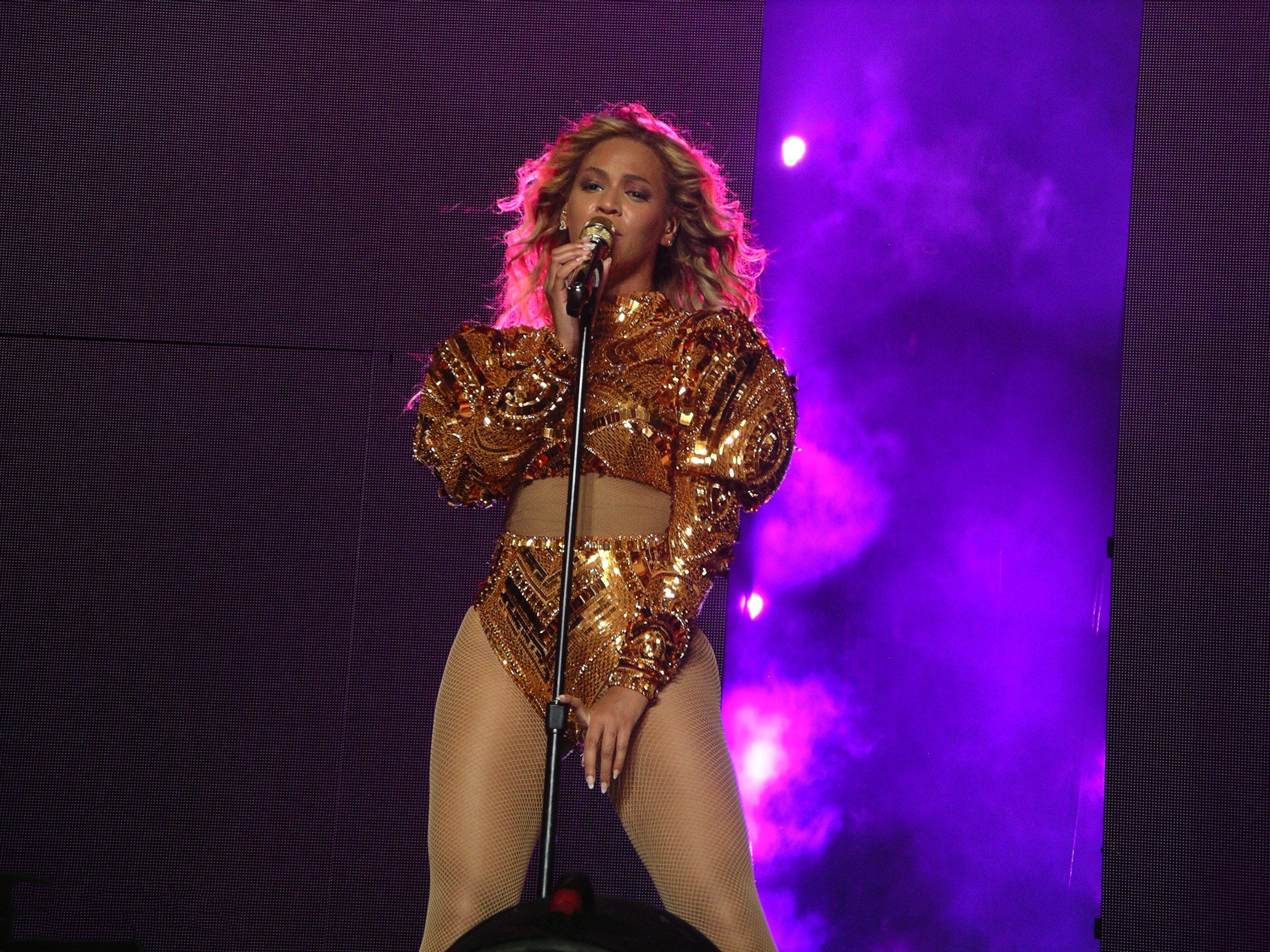
Beyoncé nel corso del The Formation World Tour a Milano

L'album è stato reso disponibile per lo streaming il 23 aprile attraverso il servizio di streaming Tidal, che Beyoncé detiene, e pubblicato con acquisto attraverso il servizio il giorno successivo. È stato poi pubblicato per l'acquisto sui servizi Amazon.com e iTunes Store il 25 aprile e presso i rivenditori fisici il 6 maggio. L'album è stato ampiamente acclamato dalla critica, che hanno elogiato come il lavoro più audace e più artigianale album della cantante fino ad allora. L'album ha esordito alla prima posizione della Billboard 200 con 653 000 copie vendute nel corso della prima settimana di vendite, segnando il più alto debutto mai registrato dalla cantante negli Stati Uniti d'America.
Dall'album sono stati estratti sei singoli: Formation, Sorry, e Freedom, Daddy Lessons e All Night. Nel mese di aprile 2016 Beyoncé ha intrapreso il suo tour mondiale per promuovere l'album. L'intero progetto è stato promosso dal The Formation World Tour, avvenuto dall'aprile e all'ottobre 2016 tra Nord america ed Europa.
Il 7 febbraio 2016 Beyoncé ha eseguito il primo singolo Formation durante l'halftime show del Super Bowl 50 come parte della sua apparizione come ospite all'evento guidato dai Coldplay. Beyoncé ha eseguito Freedom con Kendrick Lamarr come numero di apertura a sorpresa ai BET Awards il 27 giugno successivo. Agli MTV Video Music Awards 2016 del 28 agosto, Beyoncé si è esibita in un medley di sedici minuti di Pray You Catch Me, Hold Up, Sorry, Don't Hurt Yourself e Formation, includendo anche intermezzi dei dialoghi presenti nel film Lemonade. Il 19 ottobre Beyoncé ha eseguito 6 Inch e All Night al concerto di beneficenza Tidal X al Barclays Center di Brooklyn, New York City. Il 2 novembre Beyoncé ha eseguito Daddy Lessons con le Dixie Chicks al 50° Country Music Association Awards, pubblicando in seguito la registrazione audio della performance in tutte le piattaforme, divenendo il primo brano presente al di fuori delle piattaforme ITunes e Tidal. Alla 59ª edizione dei Grammy Awardsdel 12 febbraio 2017, Beyoncé ha eseguito Love Drought e Sandcastles.

## Il film
L'album è stato accompagnato dall'omonimo mediometraggio di 60 minuti trasmesso da HBO il 23 aprile 2016 e ha avuto più di 787 000 visualizzatori. Il cortometraggio dispone di undici capitoli chiamati: Intuizione, Diniego, Rabbia, Apatia, Vuoto, Responsabilità, Riformazione, Perdono, Resurrezione, Speranza e Redenzione. Il film utilizza poesia e prosa scritte dall'espatriata poetessa somala Warsan Shire; le sue poesie che ha adattato erano The Unbearable Weight of Staying, Dear Moon, How to Wear Your Mother's Lipstick, Nail Technician as Palm Reader e For Women Who Are Difficult to Love. Il film include le apparizioni delle Ibeyi, Laolu Senbanjo, Amandla Stenberg, Quvenzhané Wallis, Chloe x Halle, Zendaya, e Serena Williams.
L'album tocca anche le istanze rappresentate dal movimento Black Lives Matter. Le madri di Trayvon Martin (Sybrina Fulton), Michael Brown (Lesley McFadden) e Eric Garner (Gwen Carr) appaiono in alcune scene mentre mostrano le foto dei loro figli deceduti. Il film ha ottenuto quattro candidature per le Primetime Emmy Awards, tra cui l'Outstanding Variety Special e l'Outstanding Directing for a Variety Special (categorie nelle quali è stata candidata anche la cantante).

### Controversie
Nel mese di giugno 2016 il regista Matthew Fulks ha denunciato Beyoncé, Sony, Columbia e Parkwood Entertainment per gli elementi copiati dal suo cortometraggio, Palinoia, per Lemonade. L'azione legale si rivolge in particolare per il trailer della HBO. Fulks sostiene che gli esecutivi e creativi coinvolti in Lemonade erano a conoscenza del suo lavoro e avevano accesso a Palinoia, aggiungendo che è stato precedentemente contattato per l'opportunità di dirigere un video da parte del gruppo musicale MS MR e le sue clip – incluso Palinoia – sono state inviate a varie persone dell'etichetta, tra cui il frequente direttore di Beyoncé, Bryan Younce. Fulks inoltre ha affermato che nel luglio 2015 Younce lo ha invitato a presentare un trattamento video da Columbia per una considerazione. Le riprese di Lemonade cominciarono cinque mesi più tardi. La causa è stata successivamente respinta dal giudice federale di New York Jed S. Rakoff, schierandosi con l'imputato.

## Accoglienza
| Recensione           | Giudizio |
| -------------------- | -------- |
| AnyDecentMusic?      | 8,7/10   |
| Entertainment Weekly |          |
| Pitchfork            |          |
| Pretty Much Amazing  |          |
| Rolling Stone        |          |
| Slant Magazine       |          |
| Spin                 |          |
| The Daily Telegraph  |          |
| The Guardian         |          |

Lemonade ha ricevuto ampi consensi dalla critica specializzata. AllMusic scrive «i momenti catartici e struggenti qui risuonano in una maniera possibile da esprimersi solo a pochi contemporanei a Beyoncé»". Greg Tate di Spin ha scritto che l'album «è degno da rendere Beyoncé erede di Michael Jackson e Prince». Secondo la rivista The Guardian, Lemonade «si prospetta al successo», mentre Beyoncé risulta «genuina e imperiale». Il Daily Telegraph ha definito l'album come il più forte della cantante e «dimostra che c'è una linea sottile tra amore e odio», mentre il New York Times ha elogiato la voce della cantante e il suo coraggio nel parlare di argomenti di attualità, notando come l'album non sia obbligato a formati radiofonici o da poter essere racchiuso da un solo singolo.
Il Chicago Tribune ha spiegato che i «progressi artistici» nell'album sembrano «leggeri» in contrasto con i relativi aspetti «personali, crudi e di rielaborazione», dove è venuto fuori come un unico pezzo «chiaramente concepito»; la rivista ha trovato inoltre significativa la «visione unificante» per cui si presta ad essere «un guazzabuglio graziosamente confezionato». Secondo BBC, Beyoncé è diventata un artista di album, con una fascia che si estende di là del gioco radiofonico.
Riconoscimenti di fine anno
- 1º — Billboard[77]
- 1º — Complex[78]
- 1º — Consequence[79]
- 1º — Entertainment Weekly[80]
- 1º — Los Angeles Times[81]
- 1º — The Associated Press[82]
- 1º — The Guardian[83]
- 1º — The Independent[84]
- 1º — The New York Times (Jon Pareles)[85]
- 1º — Paste[86]
- 1º — PopMatters[87]
- 1º — Rolling Stone[88]
- 1º — Us Weekly[89]
- 3º — Pitchfork[90]
- 3º — Slant Magazine[91]
- 4º — Exclaim![92]
- 11º — NME[93]

Riconoscimenti di fine decennio 2010
- 1º — The Associated Press[82]
- 1º — Los Angeles Times
- 1º — Consequence[94]
- 2º — Billboard[95]
- 2º — New York Post[96]
- 2º — The Independent[97]
- 2º — Paste[98]
- 2º — Rolling Stone[99]
- 41º — Pitchfork[100]

Riconoscimenti di tutti i tempi
- 18º — Consequence[101]
- 32º —  Rolling Stone[102]
- 10º — Apple Music

## Impatto

### Industria musicale
A Lemonade è stato attribuito il merito di aver rilanciato il concetto di album in un'epoca dominata dai singoli e dallo streaming, e di aver reso popolare la pubblicazione di album con film di accompagnamento. Jamieson Cox di The Verge ha definito il progetto discografico come «il punto di arrivo di un lento spostamento verso album pop coesi ed egocentrici», scrivendo che «sta stabilendo un nuovo standard per la narrazione pop alla massima scala possibile». Megan Carpentier del The Guardian ha scritto che Lemonade ha «quasi fatto rivivere il formato dell'album» come «un'opera immersiva, densamente strutturata su larga scala» che può essere ascoltata solo nella sua interezza. Katherine Schulten del The New York Times ha confermato la tesi su Lemonade, chiedendosi: «Come si fa a parlare della continua evoluzione del video musicale e dell'album autobiografico senza additare Lemonade come un esempio di entrambe le forme?». Joe Coscarelli, per la medesima rivista, descrive come «alcuni artisti di fama stiano seguendo l'esempio di Beyoncé con mini-film ad alto concetto che possono aggiungere peso artistico ai progetti", con Endless di Frank Ocean e Please Forgive Me di Drake citati come esempi di progetti e artisti ispirati a Lemonade.
L'uso di vari generi musicali da parte di Beyoncé nell'album è stato accreditato come il primo precedente per la musica che trascende i generi. Grazie al brano Daddy Lessons, è stato sottolineato come l'artista abbia riportato la musica country alla comunità afroamericana, rianimando la cultura dei cowboy neri attraverso la musica. Don't Hurt Yourself è stato attribuito al recupero del rock da parte delle donne di colore; Brittany Spanos per Rolling Stone ha scritto che «a reimmaginazione di ciò che il rock può essere e di chi può cantarlo da parte di Beyoncé e delle sue coetanee superstar sta dando al genere una seconda vita, e potrebbe essere ciò che lo può salvare». Danielle Koku del The Guardian ha lodato il fatto che Lemonade abbia favorito il ritorno della musica afroamericana nella musica pop internazionale.
Il progetto discografico ha influenzato numerosi artisti, fra cui Alicia Keys, Solange, Fiona Apple, Cardi B, Snoop Dogg, Shania Twain, Little Mix. Ai Grammy Awards del 2017, Adele ha dedicato il suo premio per l'album dell'anno a Beyoncé: «L'artista della mia vita è Beyoncé, l'album Lemonade, è semplicemente così monumentale».. In un'intervista del 2021 a Vogue, Adele ha affermato che Beyoncé avrebbe dovuto vincere il suddetto premio al posto suo. Dopo lo show, si è recata nel camerino di Beyoncé e «le ha detto che il modo in cui funzionano i Grammy, e le persone che li controllano ai vertici, non sanno cosa sia un album visivo. Non vogliono sostenere il modo in cui lei sta portando avanti le cose con le sue pubblicazioni e i temi di cui parla». Ha proseguito affermando che «per le sue amiche che sono donne di colore, Lemonade è stato un riconoscimento enorme per loro, del dolore minato che vivono giornalmente».

### Cinema, teatro, videogame e letteratura
Misha Green, creatore della serie televisiva Lovecraft Country - La terra dei demoni del 2020, ha descritto come l'album abbia ispirato la direzione e il flusso della colonna sonora dello show, dicendo: «Quello che Beyoncé ha fatto in Lemonade, inserendo le poesie e portandoci in questo collage di viaggio, non era solo musica e immagini. Si trattava anche di parole e di usare davvero quelle parole come colonna sonora». Bill Condon, regista del film La bella e la bestia (2017), ha dichiarato che le immagini di Lemonade lo hanno ispirato per il film: «Se si guarda il brillante film di Beyoncé, Lemonade, si comprende come questo genere sta assumendo così tante forme diverse. [...] Penso che questo 'musical tradizionale' che ripropone la cantante, molto vecchio stile, sia qualcosa che la gente capisce di nuovo e vuole davvero».
La produzione del Royal National Theatre del 2018 di Antonio e Cleopatra di William Shakespeare presentava un costume ispirato a Lemonade. La costumista Evie Gurney che ha descritto come volesse tracciare un parallelo tra Cleopatra e Beyoncé, in quanto quest'ultima è «una donna sotto gli occhi del pubblico che è stata soggetta a un sacco di controlli [e] in realtà ha creato una piattaforma per se stessa per riprendersi la narrazione della propria storia, ed è stato uno straordinario atto di potere». Il personaggio di Caterina d'Aragona nel musical Six, prodotto nel West End e a Broadway è stato apertamente ispirato da Lemonade. Lo spettacolo Hole di Ellie Kendrick del 2018 al Royal Court Theatre di Londra è stato descritto dai suoi registi come «una versione teatrale dell'album Lemonade di Beyoncé", come un'opera d'arte sul femminismo e sull'oppressione storica delle donne.
Un videogioco del 2017 intitolato Lemonade Rage è stato creato in omaggio a Lemonade e al video musicale di Hold Up. La copertina del fumetto Capitan America della Marvel Comics del 2017 ha reso omaggio al video musicale di Formation, con il suo illustratore che ha dichiarato: «Capitan America è un fumetto che parla di rappresentazione, femminismo e lotta per ciò che è giusto. Non potrei pensare a un parallelo migliore di Beyoncé».

## Riconoscimenti
American Music Award
- 2016 – Candidatura al miglior album soul/R&B[129]

BET Awards
- 2017 – Album dell'anno[23]

Billboard Music Awards
- 2017 – Top R&B album[130]
- 2017 – Candidatura al Top Billboard 200 Album[130]

Danish Music Awards
- 2016 - Candidatura all'album internazionale dell'anno[131]

Grammy Award
- 2017 – Miglior album urban contemporary[18]
- 2017 – Miglior film musicale[18]
- 2017 – Candidatura all'album dell'anno[18]

NAACP Image Award
- 2017 – Album dell'anno[22]

NME Awards
- 2017 – Candidatura al miglior album[132]

Soul Train Music Award
- 2016 – Album dell'anno[21]

## Tracce
CD
1. Pray You Catch Me – 3:16 (Kevin Garrett, Beyoncé Knowles, James Blake)
2. Hold Up – 3:41 (Thomas Wesley Pentz, Ezra Koenig, Beyoncé Knowles, Emile Haynie, Joshua Tillman, Uzoechi Emenike, Sean Rhoden P/K/A Melo-X, Doc Pomus, Mort Shuman, DeAndre Way, Antonio Randolph, Kelvin McConnell, Brian Chase, Karen Orzolek, Nick Zinner)
3. Don't Hurt Yourself (feat. Jack White) – 3:54 (Jack White, Beyoncé Knowles, Diana "Wynter" Gordon, James Page, Robert Plant, John Paul Jones, John Bonham)
4. Sorry – 3:53 (Diana Gordon, Sean Rhoden P/K/A Melo-X, Corey Jackson Carter, Beyoncé Knowles)
5. 6 Inch (feat. The Weeknd) – 4:20 (Abel Tesfaye, Beyoncé Knowles, Danny Schofield, Benjamin "Ben Billions" Diehl, Terius Nash, Ahmad Balshe, Boots, David Portner, Noah Lennox, Brian Weitz, Burt Bacharach, Hal David)
6. Daddy Lessons – 4:48 (D. Gordon, Beyoncé Knowles, Kevin Cossom, Alex Delicata)
7. Love Drought – 3:57 (Mike Dean, Ingrid Burley, Beyoncé Knowles)
8. Sandcastles – 3:03 (Vincent Berry II, Beyoncé Knowles, Malik Yusef, Midian Mathers)
9. Forward (feat. James Blake) – 1:19 (James Blake, Beyoncé Knowles)
10. Freedom (feat. Kendrick Lamar) – 4:50 (Jonathan Coffer, Knowles, Carla Marie Williams, Dean McIntosh, Kendrick Duckworth, Frank Tirado, Alan Lomax, John Lomax, Sr.)
11. All Night – 5:22 (Thomas Wesley Pentz, Knowles, Timothy Thomas, Theron Thomas, Ilsey Juber, Akil King, Jaramye Daniels, Andre Benjamin, Patrick Brown, Antwan Patton, Ricky Anthony)
12. Formation – 3:26 (Khalif Brown, Jordan Frost, Ashton Hogan, Michael Len Williams II, Beyoncé Knowles)

DVD
1. Lemonade – 65:22

## Successo commerciale
Negli Stati Uniti, Lemonade ha esordito al primo posto della Billboard 200, con 653.000 unità equivalente ad album, di cui 485.000 sono state vendite di album fisici, divenendo il progetto discografico con le vendite più alte dell'anno nella settimana di apertura per un artista femminile. Beyoncé ha battuto il record precedentemente stabilito con DMX, diventando la prima artista nella storia della classifica a far debuttare i suoi primi sei album in studio al primo posto della classifica. Nella stessa settimana, Beyoncé è diventata la prima artista femminile a piazzare contemporaneamente dodici o più canzoni nella Billboard Hot 100, con ogni canzone dell'album che ha esordito in classifica. Lemonade è stato certificato platino dalla Recording Industry Association of America nel giugno 2016. Secondo il rapporto di fine anno 2016 di Nielsen SoundScan, ha venduto 1.554.000 copie e 2.187.000 unità equivalenti all'album negli Stati Uniti. In concomitanza alla pubblicazione dell'album Homecoming: The Live Album del 2019, Lemonade è stato reso disbonibile in tutte le piattaforme di streaming musicale. Entrambi i progetti hanno esordito nella top10 della Billboard 200, il primo al numero 4 rientrando mentre il secondo alla posizione numero nove, seguiti dal rientro in classifica anche di I Am... Sasha Fierce (2009) e Beyoncé (2013).
Nel Regno Unito l'album ha debuttato al primo posto della Official Charts vendendo 73.000 unità equivalente ad album nella prima settimana di pubblicazione, segnando la più grande cifra mai raggiunta da un album al primo posto da quando la classifica ha iniziato a includere lo streaming. L'album ha segnato il terzo numero uno in classifica per la cantante e tutti i brani dell'album hanno inoltre esordito nella top 100 della Official Singles Chart, con un totale di 174.8 milioni di stream raccolti nel Paese. L'album ha inoltre debuttato alla prima posizione in Canada e Australia.

## Classifiche

### Classifiche settimanali
| Classifica (2016-19) | Posizione massima |
| -------------------- | ----------------- |
| Australia            | 1                 |
| Austria              | 9                 |
| Belgio (Fiandre)     | 1                 |
| Belgio (Vallonia)    | 9                 |
| Canada               | 1                 |
| Corea del Sud        | 14                |
| Danimarca            | 3                 |
| Finlandia            | 4                 |
| Francia              | 7                 |
| Germania             | 3                 |
| Grecia               | 7                 |
| Irlanda              | 1                 |
| Italia               | 5                 |
| Lettonia             | 12                |
| Lituania             | 14                |
| Norvegia             | 1                 |
| Nuova Zelanda        | 1                 |
| Paesi Bassi          | 1                 |
| Polonia              | 2                 |
| Portogallo           | 1                 |
| Regno Unito          | 1                 |
| Spagna               | 2                 |
| Stati Uniti          | 1                 |
| Svezia               | 1                 |
| Svizzera             | 2                 |
| Ungheria             | 3                 |

### Classifiche di fine anno
| Classifica (2016) | Posizione |
| ----------------- | --------- |
| Australia         | 3         |
| Belgio (Fiandre)  | 9         |
| Belgio (Vallonia) | 71        |
| Brasile           | 2         |
| Canada            | 10        |
| Danimarca         | 75        |
| Francia           | 130       |
| Germania          | 70        |
| Islanda           | 48        |
| Italia            | 64        |
| Nuova Zelanda     | 9         |
| Paesi Bassi       | 13        |
| Polonia           | 72        |
| Regno Unito       | 11        |
| Spagna            | 42        |
| Stati Uniti       | 4         |
| Svezia            | 33        |
| Svizzera          | 32        |
| Classifica (2017) | Posizione |
| Australia         | 15        |
| Belgio (Fiandre)  | 95        |
| Stati Uniti       | 71        |
| Classifica (2019) | Posizione |
| Belgio (Fiandre)  | 95        |
| Islanda           | 32        |
| Paesi Bassi       | 13        |
| Classifica (2020) | Posizione |
| Belgio (Fiandre)  | 172       |
| Islanda           | 90        |

## Date di pubblicazione
| Paese                 | Data di pubblicazione | Formato           | Etichetta          |
| --------------------- | --------------------- | ----------------- | ------------------ |
| America del Nord      | 23 aprile 2016        | Streaming         | Parkwood           |
| America del Nord      | 24 aprile 2016        | Download digitale | Parkwood, Columbia |
| Mondo                 | 25 aprile 2016        | Download digitale | Parkwood, Columbia |
| Stati Uniti d'America | 6 maggio 2016         | CD+DVD            | Parkwood, Columbia |